# Lysichiton camtschatcensis
Bản mẫu:Tax
Lysichiton camtschatcensis là một loài thực vật có hoa trong họ Ráy (Araceae). Loài này được (L.) Schott mô tả khoa học đầu tiên năm 1857.

## Hình ảnh

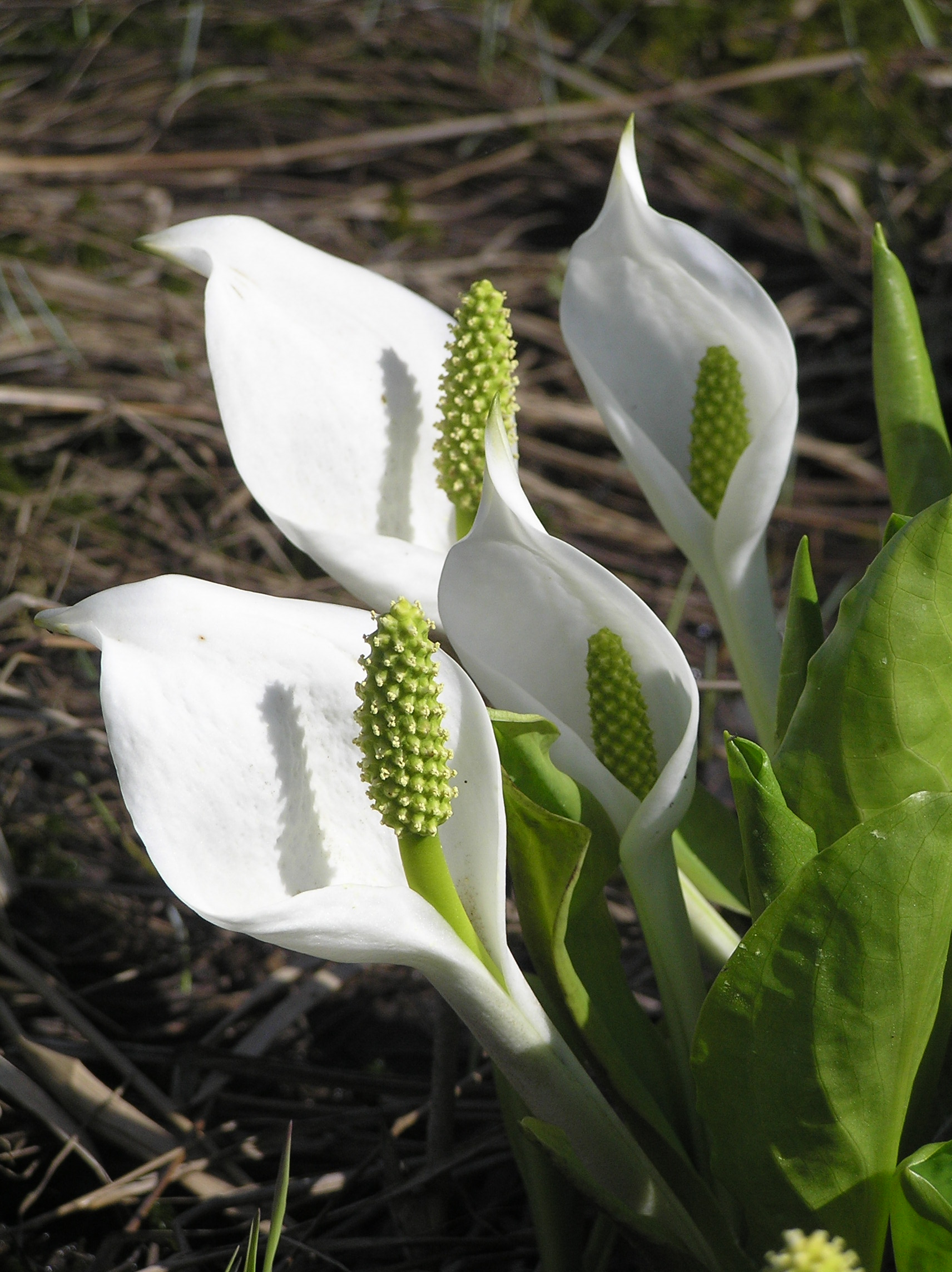
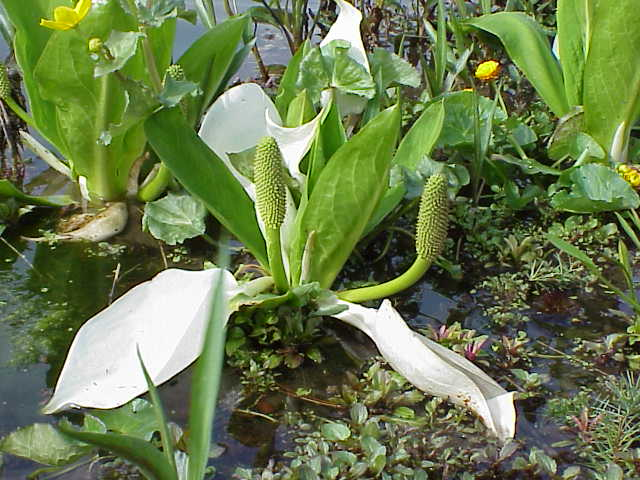
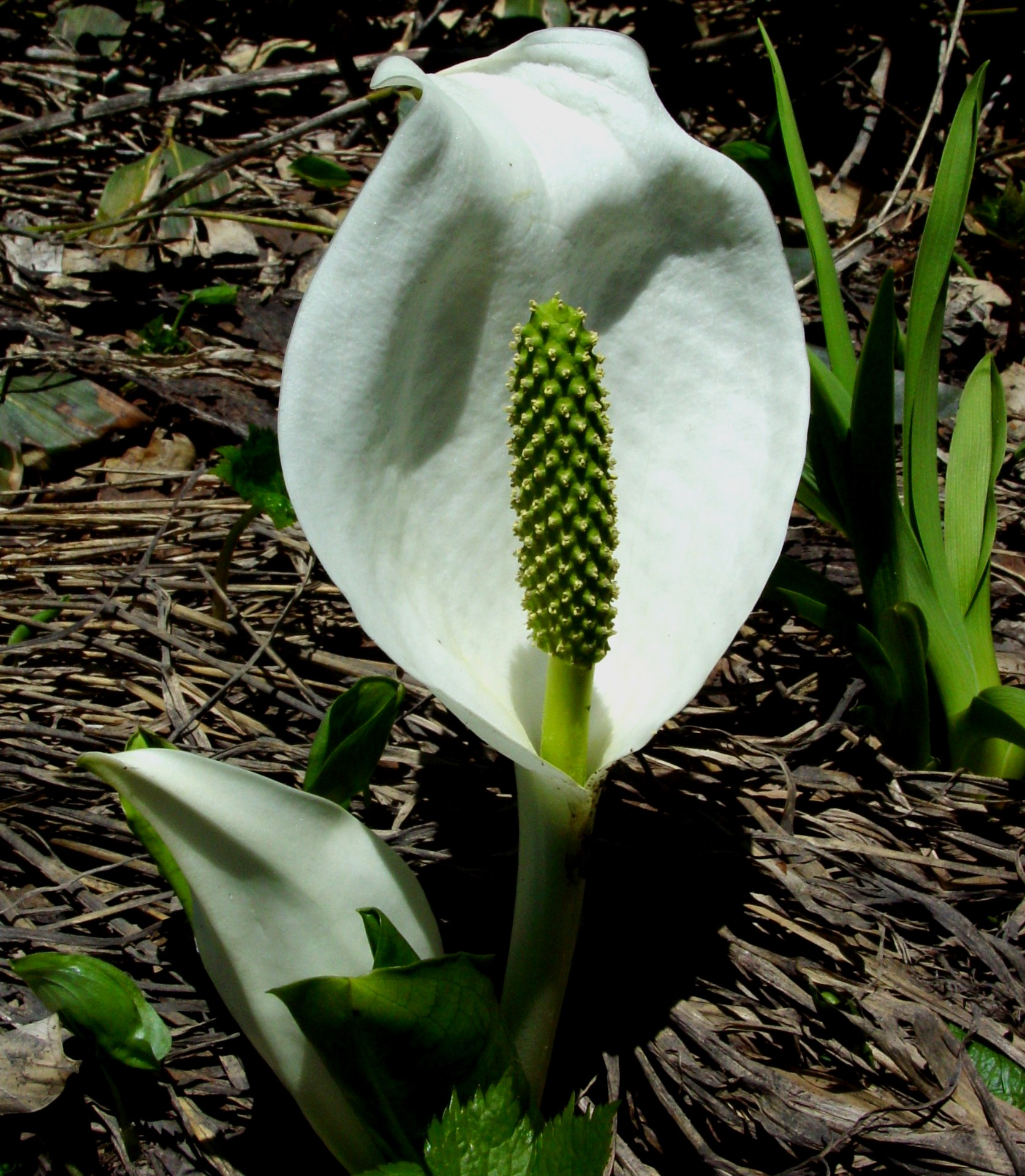
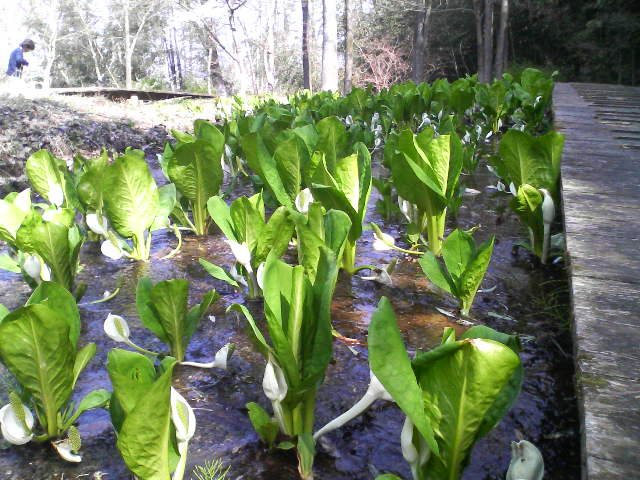